# Declinazione magnetica
La declinazione magnetica è il valore dell'angolo sul piano orizzontale tra la direzione dell'ago magnetico e la direzione del meridiano del luogo.

In questo esempio la declinazione magnetica è "positiva" rispetto al Nord geografico. N_{g} indica il Nord geografico o vero Nord, N_{m} è il Nord magnetico e δ indica la declinazione magnetica.

Più semplicemente è la distanza angolare tra Nord Geografico (il punto di intersezione dell'asse di rotazione terrestre con la superficie dell'emisfero boreale) e il Nord Magnetico (il punto di intersezione dell'asse del campo magnetico terrestre con la superficie dell'emisfero boreale). Il suo valore varia da luogo a luogo e varia nel tempo in quanto il Nord Magnetico a differenza di quello Geografico non è statico. 
La declinazione può essere Est (E) od Ovest (W) in funzione dell'orientamento delle locali linee di flusso del campo magnetico terrestre (parallelamente alle quali si allinea l'ago magnetico della bussola) rispetto al meridiano locale. Essendo una distanza angolare, viene misurata in gradi. Nello specifico essa varia, partendo dal meridiano geografico, da 0° a 180° verso Est (E) e da 0° a 180° verso Ovest (W). Si considera positiva se il Meridiano Magnetico si trova ad Est (E) del Meridiano Geografico e negativa se il Meridiano Magnetico si trova ad Ovest (W) del Meridiano Geografico.
Poiché i poli magnetici terrestri non coincidono con i poli geografici (intesi come i punti di intersezione dell'asse di rotazione con la superficie terrestre), il nord magnetico, indicato da una bussola magnetica, non indica esattamente la direzione del nord geografico. Per orientarsi correttamente al nord occorre correggere l'indicazione della bussola di un valore angolare che è dato appunto dalla declinazione magnetica. Tale valore alle coordinate geografiche di Roma (41° 53' 42" N, 12° 29' 05" E), calcolato al 25 marzo 2014, è pari a 2° 37' 20" E e diminuisce ogni anno di 6' 30''.
Per poterla misurare, bisogna servirsi di un ago magnetico libero di ruotare intorno ad un asse verticale alla superficie terrestre; una volta che quest'ago ha raggiunto la posizione di equilibrio, misurando l'angolo che si forma tra il piano verticale passante per l'ago e il piano del meridiano terrestre nel punto considerato, si ottiene la declinazione magnetica.
Storicamente fu Edmund Gunter, un matematico e astronomo inglese, ad accorgersi della variazione annuale della declinazione magnetica.